# Etidiumbromid
Etidiumbromid (eller homidiumbromid,kloridsalt homidiumklorid) är ett interkalerande medel som vanligtvis används som en fluorescerande tagg (nukleinsyrafärgning) i molekylärbiologiska laboratorier för tekniker som agarosgelelektrofores. Det förkortas vanligtvis som EtBr, vilket också är en förkortning för brometan. För att undvika förvirring har vissa laboratorier använt förkortningen EthBr för detta salt. När den utsätts för ultraviolett ljus kommer den att fluorescera med en orange färg och intensifieras nästan 20-faldigt efter bindning till DNA. Under namnet homidium, har det använts vanligt sedan 1950-talet inom veterinärmedicin för att behandla trypanosomiasis hos nötkreatur. Den höga förekomsten av antimikrobiell resistens gör denna behandling opraktisk i vissa områden, där den relaterade isometamidiumkloriden används istället. Trots dess rykte som mutagen, har tester visat att den har låg mutagenicitet utan metabolisk aktivering.

## Struktur, kemi och fluorescens

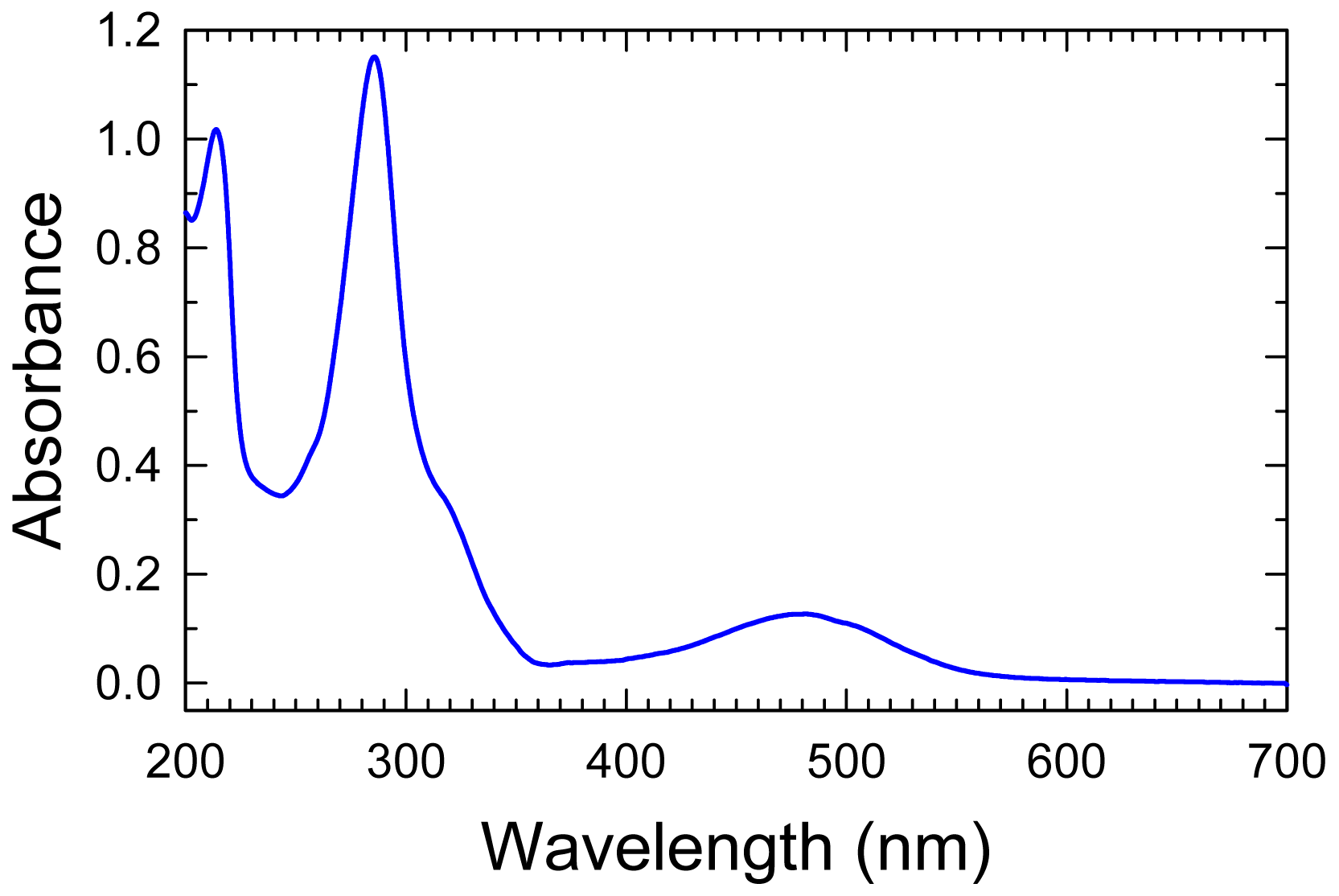
Absorptionsspectrum för etidiumbromid

Som de flesta fluorescerande föreningar är etidiumbromid aromatisk. Dess heterocykliska kärndel är allmänt känd som en fenantridin, vars isomer är det fluorescerande färgämnet akridin. Absorptionsmaxima för EtBr i vattenlösning är vid 210 nm och 285 nm, vilket motsvarar ultraviolett ljus. Som ett resultat av denna excitation avger EtBr orange ljus med våglängden 605 nm.
Etidiumbromids intensiva fluorescens efter bindning med DNA beror troligen inte på stel stabilisering av fenyldelen, eftersom fenylringen har visat sig sticka ut utanför de interkalerade baserna. Faktum är att fenylgruppen är nästan vinkelrät mot ringsystemets plan, eftersom den roterar runt sin enkelbindning för att hitta en position där den kommer att träffa ringsystemet minimalt. Istället tros den hydrofoba miljön som finns mellan basparen vara orsaken. Genom att flytta in i denna hydrofoba miljö och bort från lösningsmedlet, tvingas etidiumkatjonen att avleda alla vattenmolekyler som var förbundna med den. Eftersom vatten är en mycket effektiv fluorescenssläckare gör avlägsnandet av dessa vattenmolekyler det möjligt för etidium att fluorescera.

## Användning

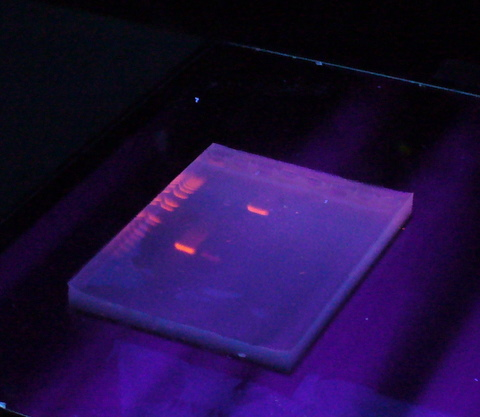
DNA-prov separerade med gelelektrofores av nukleinsyror och färgades med etidiumbromid, som avger orange ljus efter bindning till DNA

Etidiumbromid används vanligtvis för att detektera nukleinsyror i molekylärbiologiska laboratorier. När det gäller DNA är detta vanligtvis dubbelsträngat DNA från PCR, restriktionsdigeringar etc. Enkelsträngat RNA kan också detekteras, eftersom det vanligtvis viks tillbaka på sig självt och därmed ger lokal basparning för färgämnet att interkalera. Detektering involverar typiskt en gel som innehåller nukleinsyror placerad på eller under en ultraviolett lampa. Eftersom ultraviolett ljus är skadligt för ögon och hud, ses geler färgade med etidiumbromid vanligtvis indirekt med hjälp av en sluten kamera, med de fluorescerande bilderna inspelade som fotografier. Där direkt visning behövs bör betraktarens ögon och exponerade hud skyddas. I laboratoriet har de interkalerande egenskaperna länge använts för att minimera kromosomkondensering när en kultur exponeras för mitotiska stoppmedel under skörd. De resulterande objektglaspreparaten tillåter en högre grad av upplösning och därmed mer säkerhet vid bestämning av kromosomernas strukturella integritet vid mikroskopisk analys.
Etidiumbromid används också under DNA-fragmentseparation genom agarosgelelektrofores. Den läggs till en flytande buffert och binder genom interkalering mellan DNA-baspar. När agarosgelen belyses med UV-ljus blir DNA-band synliga. Interkalering av EtBr kan förändra egenskaperna hos DNA-molekylen, såsom laddning, vikt, konformation och flexibilitet. Eftersom rörligheten för DNA-molekyler genom agarosgelen mäts i förhållande till en molekylviktsstandard, kan effekterna av EtBr vara avgörande för att bestämma storleken på molekyler.
Etidiumbromid har också använts i stor utsträckning för att minska antalet mitokondrie-DNA-kopior i prolifererande celler. Effekten av EtBr på mitokondrie-DNA används inom veterinärmedicin för att behandla trypanosomiasis hos nötkreatur, eftersom EtBr binder molekyler av kinetoplastid-DNA och ändrar deras konformation till Z-DNA-formen. Denna form hämmar replikering av kinetoplastid-DNA, som är dödligt för trypanosomer.
Kloridsaltet homidiumklorid har samma tillämpningar.
Etidiumbromid kan tillsättas till YPD-media och användas som en hämmare för celltillväxt.
Bindningsaffiniteten för de katjoniska nanopartiklarna med DNA kan utvärderas genom kompetitiv bindning med etidiumbromid.